# Disturbed
Disturbed är ett amerikanskt metalband som grundades 1994 under namnet Brawl av Dan Donegan, Steve "Fuzz" Kmak, Mike Wengren och Erich Awalt i Chicago, Illinois.  David Draiman övertog som sångare 1996 och bandet bytte namn till Disturbed. Sedan bandet grundades har de sålt över 10 miljoner album och även hunnit spela med stora namn som Pendulum Garden och Burning Machine.  
De slog igenom för den stora massan när de 2016 framförde låten "The Sound of Silence" live i den populära amerikansla TV-showen Conan. Covern på Simon and Garfunkels klassiker är bandets mest spelade låt och visade en ny sida av Disturbed. 
Några andra av bandets mest kända låtar är "Down with the Sickness", "Stricken", "Indestructible", "Inside the Fire", "Another way to Die" och "The Animal". De har också släppt singeln "Above it All" tillsammans med hårdrockaren Slash. 
Disturbed arbetade med att få den dödsdömde Damien Echols och de andra medlemmarna i West Memphis Three fria precis som Johnny Depp och Marilyn Manson gjorde. De dömda i West Memphis Three friades augusti 2011..

## Medlemmar
Nuvarande medlemmar
- Dan Donegan – gitarr, elektronik, programmering (1994–2011, 2015– ), keyboard, piano, bakgrundssång (2015– )
- Mike Wengren – trummor, percussion, (1994–2011, 2015– ), timpani (2015– )
- David Draiman – sång (1996–2011, 2015– )
- John Moyer – basgitarr, bakgrundssång (2003–2011, 2015– ), akustisk gitarr (2015– )

Tidigare medlemmar
- Steve Kmak – basgitarr (1994–2003)
- Matt Konopinski – basgitarr (2003)[3]
- Erich Awalt – gitarr (1994–1996)

## Diskografi

### Studioalbum
- 2000 – The Sickness (Skivbolag: Giant Records)
- 2002 – Believe (Reprise Records)
- 2005 – Ten Thousand Fists (Reprise Records)
- 2008 – Indestructible  (Reprise Records)
- 2010 – Asylum  (Reprise Records)
- 2011 – The Lost Children (Reprise Records)
- 2015 – Immortalized (Reprise Records, Warner Bros. Records)
- 2018 – Evolution (Reprise Records, Warner Bros. Records)
- 2022 – Divisive (Reprise Records)

### Livealbum
- 2004 – Music as a Weapon II

### EP
- 2000 – Coming Down With the Sickness
- 2000 – Summer of the Sickness
- 2004 – Music as a Weapon (Sampler)
- 2008 – Indestructible Sampler
- 2008 – Live & Indestructible

### Singlar (urval)
- 2000 – "Stupify" (US Alt. #10)
- 2000 – "Down with the Sickness" (US Alt. #8, US Main. #5)
- 2002 – "Prayer" (US Alt. #3, US Main. #3)
- 2002 – "Remember" (US Main. #6)
- 2003 – "Liberate" (US Main. #4)
- 2005 – "Guarded" (US Main. #7)
- 2005 – "Stricken" (US Main. #2)
- 2006 – "Just Stop" (US Main. #4)
- 2006 – "Land of Confusion" (US Main. #1)
- 2006 – "Ten Thousand Fists" (US Main. #7)
- 2008 – "Inside the Fire" (US Alt. #4, US Main. #1)
- 2008 – "Indestructible" (US Alt. #10, US Main. #2)
- 2009 – "The Night" (US Main. #2)
- 2010 – "Another Way to Die" (US Main. #1)
- 2010 – "The Animal" (US Main. #2)
- 2011 – "Warrior" (US Main. #4)

### Samlingsalbum
- 2010 – Decade of Disturbed
- 2011 – The Lost Children (Reprise Records)
- 2012 – The Collection

### DVD:er
- 2004 – Music as a Weapon II
- 2004 – M.O.L